# پرسکیل (لوئیزیانا)

پرسکیل

پرسکیل (به انگلیسی: Presquille) یک منطقهٔ مسکونی در ایالات متحده آمریکا است که در لوئیزیانا واقع شده‌است. پرسکیل ۱٬۸۰۷ نفر جمعیت دارد و ۳٫۰۵ متر بالاتر از سطح دریا واقع شده‌است.